# Гилрой, Тони
Энтони Джозеф «Тони» Гилрой (англ. Anthony Joseph «Tony» Gilroy; род. 11 сентября 1956, Манхэттен, Нью-Йорк, Нью-Йорк, США) — американский кинорежиссёр и сценарист. Известен работой над серией фильмов о Джейсоне Борне: сценарист первого, второго, третьего и четвёртого фильмов франшизы; над четвёртым фильмом также работал в качестве режиссёра. Номинант на премию «Оскар» за лучшую режиссуру и лучший сценарий фильма «Майкл Клейтон» с Джорджем Клуни в главной роли. Также написал сценарий и снял фильм «Ничего личного» с Джулией Робертс и Клайвом Оуэном в главных ролях. Является создателем телесериала «Андор» входящего в медиафраншизу «Звёздные войны».

## Биография
Тони Гилрой родился в Манхэттене, Нью-Йорк в семье скульптора и писателя Рут Дороти (девичья фамилия Гейдонс) и драматурга Фрэнка Д. Гилроя. У него есть братья: сценарист Дэн Гилрой и монтажёр Джон Гилрой. Живёт он сейчас на Манхэттене вместе со своей семьёй.

## Карьера сценариста
Гилрой написал сценарии для множества фильмов, начиная со сценария «Золотого льда» 1992 года. За ним последовали «Долорес Клэйборн» 1995 года и «Адвокат дьявола» 1997 года. Он также был один из тех, кто написал сценарий «Армагеддона» — самого кассового фильма 1998 года. Следующий сценарий Гилроя был «Доказательство жизни» 2000 года. C 2000 по 2006 годы он написал сценарии к фильмам «Идентификация Борна», «Превосходство Борна» и «Ультиматум Борна».

## Карьера режиссёра
В 2007 году Гилрой снял свой дебютный фильм «Майкл Клейтон», сценарий к которому написал его брат Джон Гилрой. Фильм был номинирован на семь премий «Оскар», в том числе за лучший фильм, лучшую режиссуру и лучшую мужскую роль. Помимо Премии Эдгара Аллана По за лучший кинофильм, фильм получил один «Оскар» за лучшую женскую роль второго плана (Тильда Суинтон). Фильм имел кассовый успех, а общемировые сборы составили 92 991 835 $.
В 2009 году вышел фильм Гилроя «Ничего личного», к которому он также написал сценарий. В главных ролях снялись Клайв Оуэн, Джулия Робертс и Том Уилкинсон.
В 2010 году был нанят на пост сосценариста и режиссёра четвёртого фильма киносерии «Джейсон Борн». В главных ролях снялись Джереми Реннер, Рэйчел Вайс, Эдвард Нортон, Джоан Аллен и Альберт Финни. В России премьера фильма «Эволюция Борна» состоялась 30 августа 2012 года.

## Фильмография

### Фильмы
| Год  | Название                            | Режиссёр | Сценарист | Продюсер       | Примечания                                            |
| ---- | ----------------------------------- | -------- | --------- | -------------- | ----------------------------------------------------- |
| 1992 | Золотой лёд                         | Нет      | Да        | Нет            |                                                       |
| 1995 | Долорес Клэйборн                    | Нет      | Да        | Нет            |                                                       |
| 1996 | Крайние меры                        | Нет      | Да        | Нет            |                                                       |
| 1997 | Адвокат дьявола                     | Нет      | Да        | Нет            |                                                       |
| 1998 | Армагеддон                          | Нет      | Адаптация | Нет            |                                                       |
| 2000 | На живца                            | Нет      | Да        | Исполнительный |                                                       |
| 2000 | Доказательство жизни                | Нет      | Да        | Исполнительный |                                                       |
| 2002 | Идентификация Борна                 | Нет      | Да        | Нет            |                                                       |
| 2004 | Превосходство Борна                 | Нет      | Да        | Нет            |                                                       |
| 2007 | Ультиматум Борна                    | Нет      | Да        | Нет            |                                                       |
| 2007 | Майкл Клейтон                       | Да       | Да        | Нет            | Голосовое камео: Таксист                              |
| 2009 | Ничего личного                      | Да       | Да        | Нет            |                                                       |
| 2009 | Большая игра                        | Нет      | Да        | Нет            |                                                       |
| 2012 | Эволюция Борна                      | Да       | Да        | Нет            |                                                       |
| 2014 | Стрингер                            | Нет      | Нет       | Да             |                                                       |
| 2016 | Великая стена                       | Нет      | Да        | Нет            |                                                       |
| 2016 | Изгой-один. Звёздные войны: Истории | Нет      | Да        | Нет            | Голосовое камео: Повстанец; также режиссёр пересъёмок |
| 2018 | Точка невозврата                    | Нет      | Да        | Да             |                                                       |

Также был не указанным в титрах «сценарным доктором» для следующих фильмов:
- Враг государства (1998)
- Неуловимые (2012)
- Годзилла (2014)

- Женщина в окне (2021)

### Телевидение и стриминг
| Год(ы)    | Название             | Сценарист | Продюсер        | Создатель | Примечания                                                              |
| --------- | -------------------- | --------- | --------------- | --------- | ----------------------------------------------------------------------- |
| 1993      | От лучшего к худшему | Да        | Нет             | Нет       | Телефильм                                                               |
| 2015—2016 | Карточный домик      | Нет       | Консультирующий | Нет       | 26 эпизодов                                                             |
| 2022—2025 | Андор                | Да        | Исполнительный  | Да        | Создатель и исполнительный продюсер (24 эпизода) Сценарист (8 эпизодов) |

## Видеоигра
- The Bourne Conspiracy (2008, сюжетный консультант)